# Ebuleodes simplex
Ebuleodes là một chi bướm đêm thuộc họ Crambidae. Chi này chỉ gồm một loài duy nhất, Ebuleodes simplex, thường được tìm thấy ở Ấn Độ (Khasia Hills).